# Presto (Boliwia)
Presto – miasto w Boliwii, w departamencie Chuquisaca, w prowincji Zudañez.